# ذارحة (الطويلة)

تعديل مصدري - تعديل

ذارحة هي إحدى قرى عزلة الضلاع الاسفل بمديرية الطويلة التابعة لمحافظة المحويت، بلغ تعداد سكانها 504 نسمة حسب تعداد اليمن لعام 2004.